# .hack//Mutation
.hack//Mutation (.hack//悪性変異Vol.2 lit. .hack//Malignant Mutation Vol.2) er den anden del af en serie på fire PlayStation 2 spil baseret på .hack universet. Spillet simulere et MMORPG med titlen The World, og gør dette uden at spilleren nogensinde behøver at gå online. Spillet er del af en serie historie, med hver af de fire spil langsomt udgivet henover en periode på lidt over et år. .hack//Mutation's historie startede i .hack//Infection, og forsætter i .hack//Outbreak og .hack//Quarantine.
Med hver af spillene var der originalt en medfølgende DVD med en episode fra .hack//Liminality OVA serien. De fire episoder foregår i den virkelige verden i modsætning til det fictionelle MMORPG, The World, i hvilke spillet finder sted. Begivenhederne i Liminality foregår samtidig med spillenes.

## Gameplay
Fuld Beskrivelse: .hack//Games - Gameplay
Spillene selv indholder en linær historie som konkluderes i hver episode med at spilleren modtage en Data Flag. Når Data Flagen er modtaget kan man konvertere filen til næste episode, hvilket tillader spilleren at starte hvert episode med alle de items og levels de måtte have fra deres originale fil. Man kan dog godt starte spillet uden at have spillet episoderne der udkom tidligere i serien.
Når spillet først startes befinder spilleren sig på et fictionelt skrivebord, komplet med ikoner der hedder "The World", "Mailer", "News", "Accessory", "Audio", og "Data" arrangeret lodret i venstre side af skærmen.
- The World – sender spilleren in i selve spillet.
- Mailer – Fører spilleren til sin e-mail inboks hvor forskellige personligheder man møder gennem spillet vil skrive til en – nogle gange med simple, humoristiske velkomster, og andre gange med tips og hints som fører historien mod sit næste mål.
- News –  Åbner en browser, som viser nyheder fra den virkelige verden, altså den verden hvor spillet finder sted i.
- Accessory – Giver mulighed for at ændre skrivebordets wallpaper.
- Audio – Giver mulighed for at ændre skrivebordets baggrundsmusik, eller se in-game filmene fra spillet.
- Data – Tillader spilleren at gemme sine spil data.

Både Audio og Accessory er meget begrænsede i starten, men som man spiller kan man låse op for flere muligheder ved at udføre specielle opgaver.

## Historie
Andre Dele Af Historien: .hack//Infection | .hack//Outbreak | .hack//Quarantine
Efter at have bekæmpet Skeith i slutningen af .hack//Infection, troede Kite at han havde reddet sin ven, Yasuhiko, fra sit koma. Dette var dog ikke tilfældet. I stedet førte Skeith's nederlag til føslen af en endnu stærkere fjende; Cubia.
I mellemtiden har spil administratorene valgt at tage kontakt til Kite, da de ser ham som en trusel for systemet, grundet hans illegale evner, som han fik fra Aura. Lios, en system administrator, lokker både Kite og BlackRose til en lukket database, hvor han gør et forsøg på at slette Kite's bruger. Han bliver dog stoppet af Helba der hacker sig in på serveren for at deltage i samtalen. Det viser sig dog at Helba's indblanden ikke var nødvendig, da the Twilight Bracelet beskytter Kite's bruger med så sikre data, at ikke engang system administratorene kan ændre, eller slette dem. Helba forklarer Kite en mulig sammenhæng mellem de koma der har fundet sted, og det episke digt The Epitaph of Twilight.
I stedet for at lukke Kite's bruger konto vælger Lios at sende ham ud på opgaver, hvor han skal undersøge inficerede områder i The World for ham. I et af disse områder møder Kite dog i mellemtiden Innis. Efter at have bekæmpet denne Anden Phase, finder Kite en af de data-dele som Aura blev splittet til af Skeith i .hack//Infection. Dette fører dog til at hans hold ikke lang tid efter bliver angrebet af Cubia.
Det lykkes dem at sejre over monstret ved hjælp af the Twilight Bracelet, men dog kun for en stund.
Ved hjælp af informationer givet til dem fra spilleren Wiseman finder Kite og hans venner snart frem til en uautoriseret server kaldet Net Slum. Dette sted er hvor alle fejlede, og beskadigede character og NPC data ender. Hvis nogle kunne kaldes for skaberen af dette sted ville det være Helba. Helba giver Kite flere informationer om The Epitaph of Twilight, og Harald Hoerwick, men bliver dog afbrudt da det viser sig at nogle er fuldt efter dem. Først dukker Balmung op, men kun kort tid efter er Lios der også. Lios prøver endnu engang at slette ikke kun Kite's data, men også BlackRose's og Helba's. han bliver dog afbrugt da der pludselig opstår problemer med serveren, og den Tredje Phase, Magus, angriber Kite og hans venner.
Efter at have bekæmpet Magus vender Kite og BlackRose tilbage til Root Town i håb om at alting er blevet bedre. Men deres håb bliver dog knust da de ser at The World langsomt er ved at falde fra hinanden.

## Nye Figurer
Andre Figurer: .hack//Infection | .hack//Outbreak | .hack//Quarantine

### Spiller Kontrolleret
Marlo (マーロー)
Stemme af: Nobuyuki Hiyama (Japansk), Bob Klein (Engelsk)
Moonstone (月長石)
Stemme af: Yasunori Masutani (Japansk), Lex Lang (Engelsk)
Nuke Usagimaru (ニューク兎丸)
Stemme af: Nobuyuki Hiyama (Japansk), Steven Prince (Engelsk)
Rachel (レイチェル)
Stemme af: Aya Hisakawa (Japansk), Julie Taylor (Engelsk)
Wiseman (ワイズマン)
Stemme af: Takumi Yamazaki (Japansk), Steven Jay Blum (Engelsk)
Lios (リョース)
Stemme af: Tomoichi Nishimura (Japansk), Bob Papenbrook (Engelsk)

### AI'er
Innis (イニス)
Ingen Stemme
Magus (メイガス)
Ingen Stemme